# The Beach Boys’ Christmas Album
The Beach Boys’ Christmas Album ist das siebte, im Oktober 1964 erschienene Album der US-amerikanischen Band The Beach Boys.

## Aufnahme
Auf der ersten Seite der LP befinden sich Weihnachtslieder aus der Feder von Brian Wilson, auf der zweiten Seite singt die Band, von einem 40-köpfigen Orchester begleitet, traditionelle Weihnachtslieder sowie ein schottisches Volkslied ein.
Die Aufnahmen für Little Saint Nick fanden im Oktober 1963 statt, die Single wurde schon zu Weihnachten 1963 ein Hit. Die übrigen Stücke wurden im Juni 1964 aufgenommen. Bei Christmas Day singt zum ersten Mal Alan Jardine die Lead-Vocals.
Das Album, das in einer Mono- und einer Stereo-Version erschien und von Brian Wilson produziert wurde, erreichte 1964 Platz 6 der US-Billboard-Charts, war aber auch in späteren Jahren immer wieder in der Vorweihnachtszeit in den Hitparaden zu finden.

## Titelliste
1. Little Saint Nick (Brian Wilson) (US-Charts #3)
2. The Man With All the Toys (Brian Wilson) (US-Charts #3)
3. Santa’s Beard (Brian Wilson)
4. Merry Christmas, Baby (Brian Wilson)
5. Christmas Day (Brian Wilson)
6. Frosty the Snowman (S. Nelson/J. Rollins)
7. We Three Kings of Orient Are (John Hopkins)
8. Blue Christmas (B. Hayes/J. Johnson)
9. Santa Claus Is Comin’ to Town (J. F. Coots/H. Gillespie)
10. White Christmas (Irving Berlin)
11. I’ll Be Home for Christmas (W. Kent/K. Gannon)
12. Auld Lang Syne (Traditional) – Die Beach Boys intonieren das alte Volkslied a cappella, darüber spricht Dennis Wilson einen Weihnachtsgruß an die Fans.

## Chartplatzierungen
| Periode   | Höchstplatzierung, GesamtwochenChartsChartplatzierungen (Periode, Platzierungen, Wochen) |
| Periode   | US                                                                                       |
| --------- | ---------------------------------------------------------------------------------------- |
| 2018/19   | US107 (1 Wo.)US                                                                          |
|           |                                                                                          |
|           |                                                                                          |
| 2020/21   | US115 (4 Wo.)US                                                                          |
| 2021/22   | US112 (4 Wo.)US                                                                          |
| 2022/23   | US66 (5 Wo.)US                                                                           |
| 2023/24   | US70 (5 Wo.)US                                                                           |
| 2024/25   | US68 (4 Wo.)US                                                                           |
| Insgesamt | US66 (23 Wo.)US                                                                          |